# Aphaenogaster annandalei
Aphaenogaster annandalei är en myrart som beskrevs av Durgadas Mukerjee 1930. Aphaenogaster annandalei ingår i släktet Aphaenogaster och familjen myror. Inga underarter finns listade i Catalogue of Life.